# Poggio (Marciana)
Poggio, è una frazione del comune di Marciana sull'isola d'Elba, nella provincia di Livorno in Toscana.

## Geografia fisica
La frazione è situata a 330 m di altitudine su un contrafforte del Monte Capanne e affacciata sul Mar Tirreno. È circondata da boschi di castagno, leccio, carpino nero e agrifoglio che si spingono fino alle propaggini granodioritiche della montagna. L'abitato si trova all'interno del Parco nazionale dell'Arcipelago Toscano.
Orografia
- Cote Lupo
- Cote Rondine
- Cote Tonda
- Crino delle Puntate
- Crino di Montecristo
- Il Ferale
- Le Panche

Idrografia
- Fosso dell'Acquitella
- Fosso dell'Acquaviva

## Storia

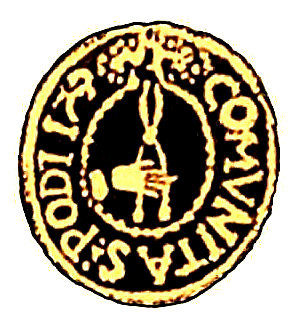
Lo stemma frazionario in un sigillo (1775) della Comunitas Podii. La mano con la tenaglia allude alle antiche lavorazioni di riduzione del ferro

Un oppidum di età etrusca sorgeva probabilmente sullo stesso sito del paese attuale, come si evince dal ritrovamento (1899) di quattro tombe con vasellame del VI-IV secolo a.C. e una fibula del VII secolo a.C. in una necropoli arcaica scoperta durante la costruzione della Villa Del Buono.
La prima attestazione scritta di Poggio risale al 1377, in una supplica redatta in latino con cui gli abitanti si rivolgevano alla Repubblica di Pisa per ottenere sgravi fiscali, in quanto il paese si trovava «in loco silvestri et sterili». Durante il Medioevo Poggio assunse la caratteristica struttura coclidea, con stretti vicoli trasversali (calanchioni), due porte di accesso con casetorri e piccoli recinti per rifiuti organici (caragini). Nei documenti medievali, Poggio è riportato come Podium Marciane, ma spesso vi compare contestualmente la forma Jove e Comune Jovis (da iugum, «giogo montano»). I suoi abitanti si definiscono pogginchi (nella parlata locale pucinchi), derivazione di Podii incola (dal latino incola, «abitante»).
Nel corso del XVIII secolo si ebbero le maggiori trasformazioni nel tessuto urbanistico del paese, soprattutto con l'ampliamento delle due chiese di San Niccolò e San Defendente. Nel 1814 Poggio venne spesso frequentato da Napoleone Bonaparte durante il proprio esilio all'Elba.
Il paese fu visitato, nel 1898, dal pittore Telemaco Signorini che lo immortalò in numerose tele. In seguito, dal pittore Giuseppe Mazzei che ritrasse alcuni scorci del paese e del Monte Capanne. Sullo scorcio degli anni Quaranta del XX secolo Poggio fu ritratto più volte da Giovanni Lomi.

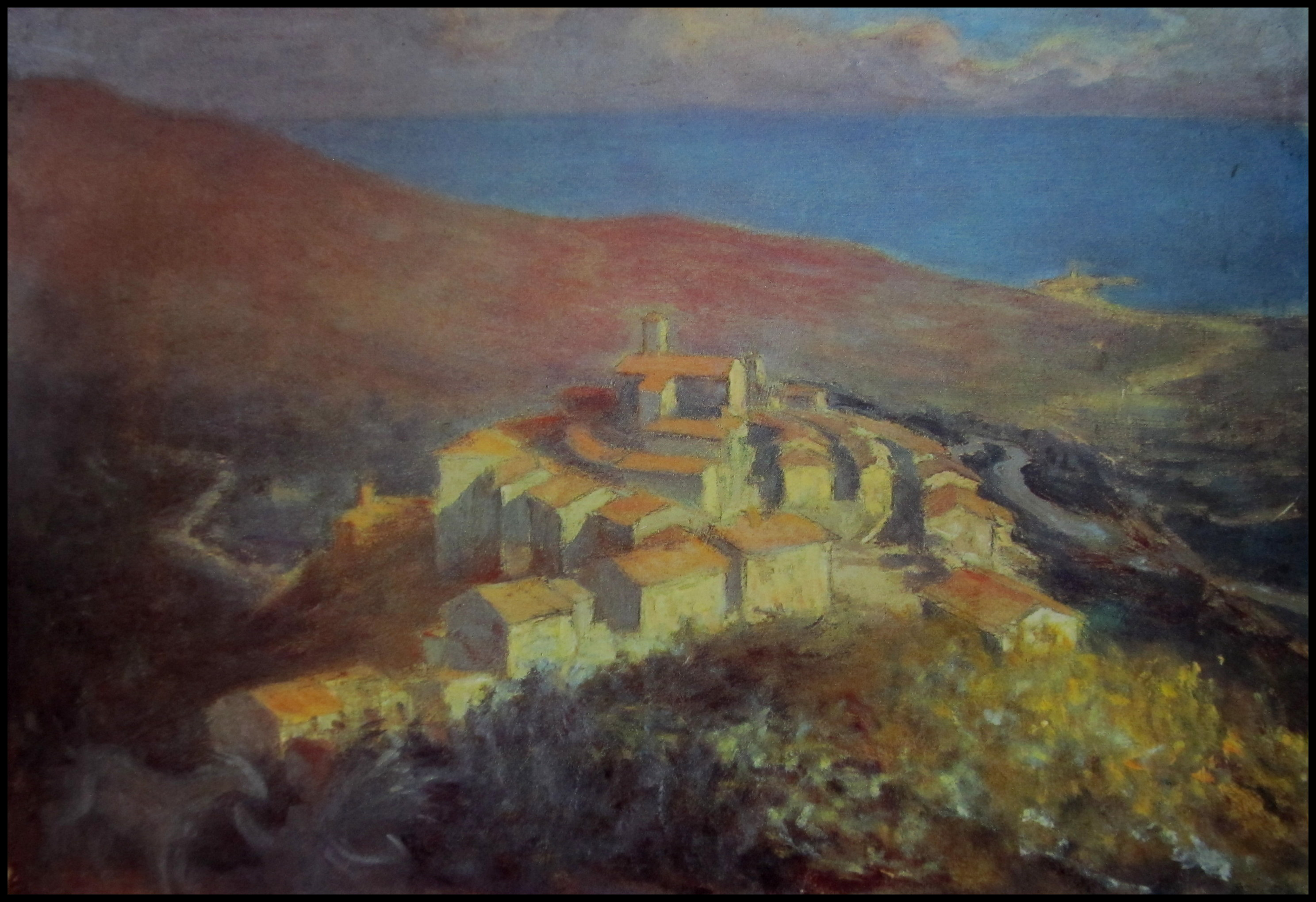
Poggio in un dipinto di Giuseppe Mazzei

Nel 1899, su progetto dell'architetto Adolfo Coppedè, fu realizzata una grande villa per l'onorevole Pilade Del Buono.
Il 20 novembre 1943 Poggio fu interessato da un rastrellamento (che coinvolse anche i paesi di Marciana, Sant'Andrea e San Piero in Campo) organizzato dalla Wehrmacht, in cui fu accidentalmente uccisa Ernestina Paolini, una bambina di dieci anni.
A partire dal 1947 Poggio divenne luogo di villeggiatura internazionale; tra gli ospiti del lussuoso Palazzo della Fonte di Napoleone, il cui proprietario era l'imprenditore Giuseppe Cacciò, vi furono Winston Churchill, Wallis Simpson, Edoardo VIII, Ingrid Bergman e Giorgio De Chirico. Quest'ultimo, in vacanza a Poggio nell'agosto 1949, decise di costruirsi un alloggio in un rudere del paese e di chiamarlo simbolicamente Forte Pelio, in riferimento al mito degli Argonauti. Giuseppe Cacciò, dal 1947, acquistò alcune case all'interno del borgo, intendendo creare un avveniristico «paese albergo» ispirato all'età napoleonica: la Casetta Drouot, la Casetta Bertrand ed altre. 
Nell'ottobre 1963 ebbe inizio la demolizione di una consistente porzione di edifici risalenti al XVIII secolo in località Cataste, motivata dall'allargamento della strada provinciale. Nel 1964 fu realizzato un viadotto per permettere alla stessa strada provinciale di evitare una disagevole curva a gomito. Al 1967 è datata l'ultimazione delle case popolari edificate nel settore sud-orientale del paese, costruite per accogliere le famiglie le cui abitazioni erano state demolite per lo stesso allargamento della strada provinciale.
Al 1996 risalgono le due sculture Okeanos e Dioniso di Giò Pomodoro, realizzate in granodiorite locale.

## Monumenti e luoghi d'interesse

Raffigurazione dello stemma frazionario

### Architetture religiose
- Chiesa di San Niccolò
- Chiesa di San Defendente
- Pieve di San Lorenzo
- Romitorio di San Cerbone

### Architetture civili
- Casetta Drouot (XVIII secolo)
- Villa Del Buono (1899) dell'architetto Adolfo Coppedè
- Hotel Monte Capanne (1957) dell'ingegnere Ranieri Fiaschi
- Villa della Valle (1958) dell'architetto Leonardo Ricci
- Piazza del Pesce, ritratta in un quadro di Telemaco Signorini
- Ponte di Rimercoio (ricostruito nel 1902 dall'ingegnere Giulio Pullé)
- Buca della Nivera, ghiacciaia a fossa attestata dal 1820
- Caprile di Montecristo
- Mulino del Ciocco (ruderi), attestato dal XVII secolo
- Conce, antica conceria (ruderi) con volta a botte, attestata dal XVII secolo

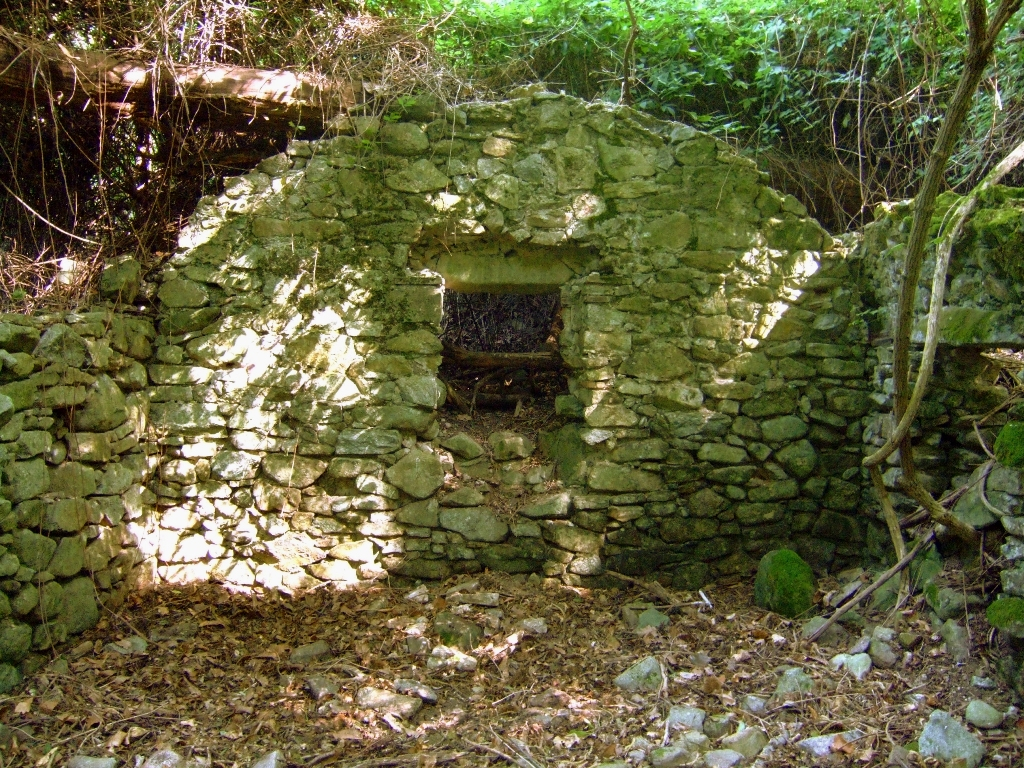
La Conce

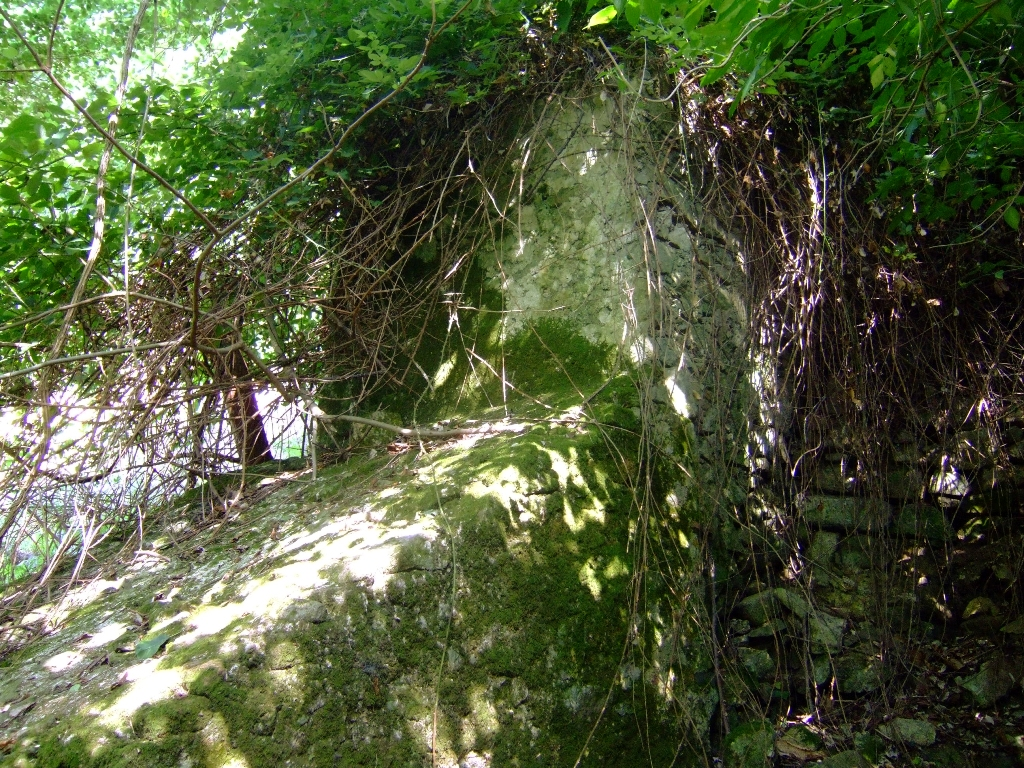
Mulino del Ciocco

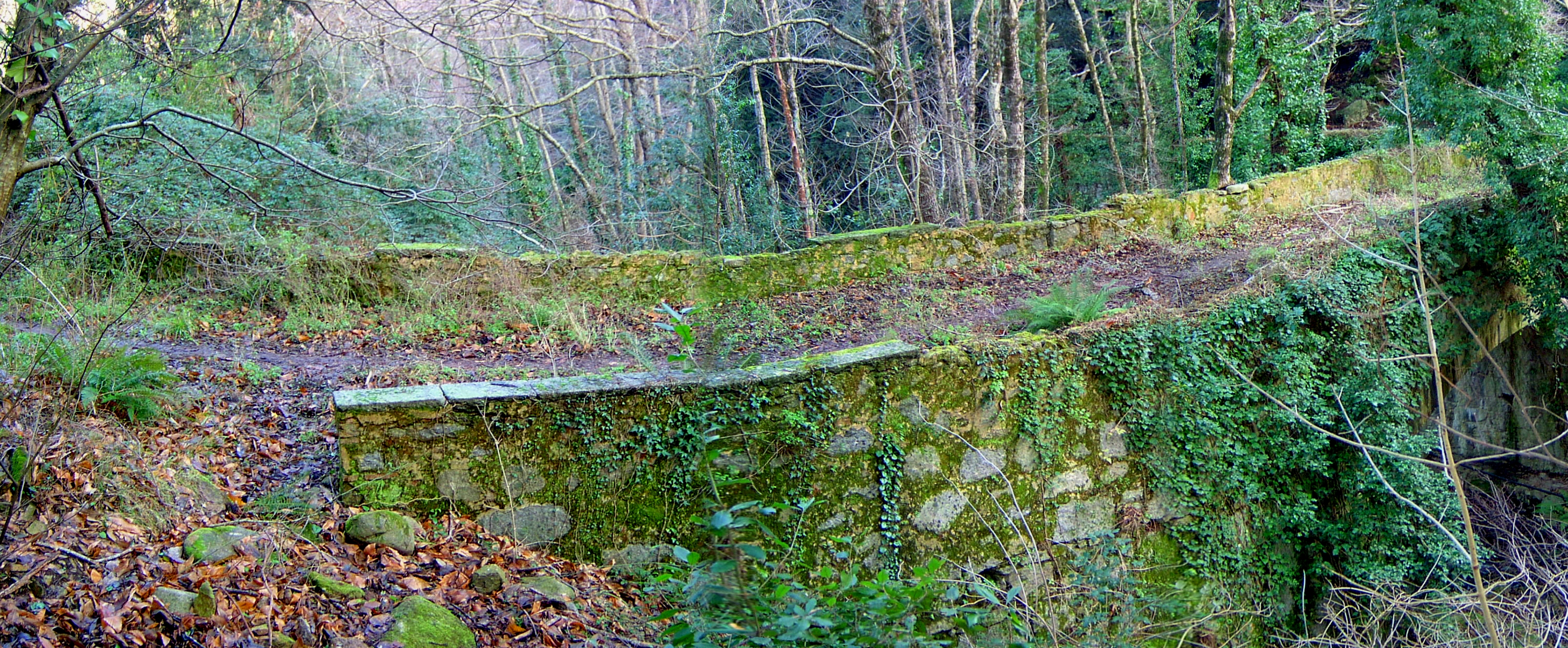
Ponte di Rimercoio

### Luoghinapoleonici
A breve distanza dal paese si trovano due luoghi legati alla presenza dell'imperatore Napoleone Bonaparte nel 1814. La Fonte di Napoleone, anticamente chiamata Fonte dell'Acquaviva, e la vicina Piazzetta di Napoleone, così denominata almeno dal 1830 e caratterizzata dalla presenza di un grossolano sedile in granodiorite sul quale tradizionalmente sedeva Bonaparte. Nel 1909 fu rimossa dal viaggiatore Rodman Wanamaker per essere trasportata, insieme ad altri cimeli napoleonici, negli Stati Uniti. Una lapide dalle dimensioni di circa 70 x 70 centimetri in marmo bianco di Carrara, oggi scomparsa, ricordava l'evento con caratteri maiuscoli:
Questa pietra fu qui posta / dal sig. Rodman Wanamaker. / Essa ha sostituito quella in granito / sulla quale sedeva Napoleone I° / quando veniva sulla Piazzetta che / ora porta il suo nome e che fu / tolta da qui il 4 ottobre 1909 / e trasportata negli Stati Uniti d'America / dalla spedizione scientifica / incaricata dal predetto signor Wanamaker
Sul luogo oggi sorge la Villa del Tasso, fatta costruire durante gli anni Cinquanta da Hugh Sartorius Whitaker.

### Altro
Il 26 agosto 1923, su iniziativa della locale Associazione nazionale Combattenti e Reduci, venne inaugurato il monumento ai caduti della Grande Guerra, realizzato in granodiorite locale e marmo lunense.

## Società

### Lingue e dialetti
Nell'antico vernacolo di Poggio si osserva la presenza del ɖɖ cacuminale (es.: gaɖɖina per gallina) tipico dei dialetti di Corsica, Sardegna, Sicilia e Alta Garfagnana. Insieme ad un frequente uso della o chiusa (ó). 
Alcuni proverbi: «'Un c'è nimo 'n dógo» («Non c'è nessuno in giro», latino nemo in loco), «Gaɖɖina ch'un ha fatto óve è sempre poɖɖasta» («Gallina che non ha fatto uova è sempre pollastra»).

## Cultura

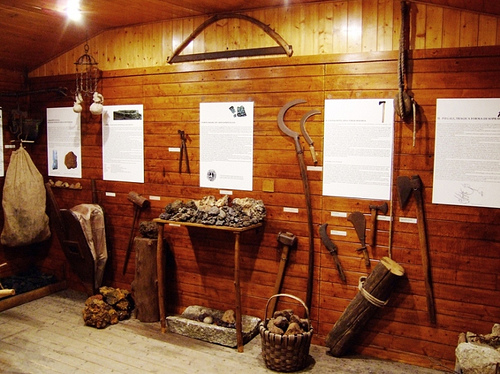
Interno del Museo etnografico

### Musei
Il museo etnografico Casalino del Castagno, inaugurato il 6 agosto 2006, si compone di varie sezioni legate alle locali attività agricole, pastorali ed estrattive, tra cui il sistema di caccia agli uccelli chiamato piegàle. Il settore archeologico ospita inoltre reperti dell'Età del Bronzo rinvenuti negli insediamenti protostorici del Monte Capanne. Una particolare sezione espone inoltre alcuni frammenti dell'aereo Città di Genova precipitato sul Monte Capanne il 14 ottobre 1960.
Accademia del Bello, inaugurata il 5 agosto 2007, è un centro culturale e artistico il cui motto è «Per trasformare la bruttura in bellezza, l'inutile in fantastico, il bistrattato in meraviglia».

### Cucina
Dolci tipici sono la stiacciunta (ossia schiaccia unta, torta secca molto friabile con strutto, zucchero e pinoli che viene confezionata per il Natale) e il corollo (grossa e schiacciata ciambella, preparata per la Pasqua). 

### Eventi
- Castagnata (ultima domenica di ottobre).
- Panitelli di San Defendente con distribuzione di piccoli pani votivi usati per scongiurare le tempeste marine (2 gennaio).
- Canto dei Befanotti (5 gennaio).
- Canto del Miserere e dello Stabat Mater (Venerdì Santo).

Non più esistente è la Festa del Poggio (ultima edizione nel 1994), rappresentazione teatrale popolare istituita nel 1960 dalla regista Anna Maria Rimoaldi e dall'architetto Paolo Ferruzzi.

## Geografia antropica
Il borgo è suddiviso in quattro rioni:
- Cataste (settore sud-ovest)
- Fontanella (settore sud-est)
- Pente (settore ovest)
- Pini (settore sud)